# Patxi Salaberri Zaratiegi
Patxi Salaberri Zaratiegi (Ujué, 24 de abril de 1959) es un lingüista, filólogo, escritor y académico de la lengua vasca español.

## Biografía
Patxi Salaberri Zaratiegi se licenció en filología hispánica en la Universidad Pública de Navarra y se licenció y doctoró en filología vasca en la Universidad del País Vasco. De lengua materna española, aprendió euskera en la escuela de adultos Arturo Campión de Pamplona. Su tesis doctoral titulada Eslaba aldeko euskararen azterketa toponimiaren bidez versó sobre el euskera de Ujué, Eslava, Lerga, Gallipienzo, Ayesa, Sada, Leache y Ezprogui a través de la toponimia. En 1994 se hizo profesor de la Universidad Pública de Navarra. En 2008 ganó la cátedra de filología vasca de la misma universidad.
Fue nombrado académico titular de la Academia de la Lengua Vasca, siendo el primer académico de la Merindad de Olite. Ha publicado numerosos trabajos de toponimia y onomástica, y fue director de la revista Fontes Linguae Vasconum, perteneciente a la Institución Príncipe de Viana  del departamento de cultura del Gobierno de Navarra.
En 2020 fue condecorado por el Gobierno de navarra con la Cruz de Carlos III el Noble de Navarra.

## Obras
- Diccionario de nombres de pila:, ISBN 8445717278, con Mikel Gorrotxategi Nieto y José María Satrustegi, 2001;
- Luzaideko euskararen hiztegia, ISBN 8423529355, con Peio Kamino Kaminondo, 2007;
- Etxalarko etxeen izenak, ISBN 8461352300, con Pello Apezetxea Zubiri, 2009;
- Goizuetako etxxeen izenak, ISBN 8476816995, con Patziku Perurena y Juan José Zubiri Lujanbio, 2011;
- Liburu honetan Goizueta nafar herriko etxeen izenak aztertzen dira. Izen ttipiak euskaraz, ISBN 849543850X, 2009;
- Barne Barnetik:, ISBN 8478213074, con  Eusebio Osa Unamuno y Xabier Etxaniz Erle, 1997;
- José María Satrústegi: (1930-2003), ISBN 844572195X, Patxi Salaberri Muñoa, País Vasco. Gobierno, 2004;
- Nafarroa Behereko herrien izenak: Lekukotasunak eta etimologia, ISBN 8423527158, 2004;
- Euskal deiturategia : patronimia, ISBN 8484380394, 2003;
- Eslaba aldeko euskararen azterketa toponimiaren bidez, ISBN 8485479726, 1994;
- Biraoak. Nafarroan bilduak, ISBN 847681528X, con Juan José Zubiri Lujanbio, 2007;
- Artajona: Toponimia Vasca; Artaxoa: Euskal Toponimia, Parte 4, ISBN 8492016582, con José María Jimeno Jurío, 1998;
- Toponimia Navarra. II. Burlada, ISBN 847681576X, con José María Jimeno Jurío y Roldán Jimeno Aranguren, 2008;
- Toponimia navarra: Cuenca de Pamplona, Pamplona/Iruña, ISBN 8476814577, José María Jimeno Jurío, Roldán Jimeno Aranguren, 2006;
- Toponimia Navarra. VIII. Cuenca de Pamplona. Pamplona/Iruña, Volumen 47, ISBN 8476814720, con José María Jimeno Jurío y David Mariezkurrrena Iturmendi, 2006;
- Toponimia de la Cuenca de Pamplona: Pamplona-Iruña, ISBN 8485479742, con José María Jimeno Jurío, Euskaltzaindia, 1994.